# Kleinkastell „Auf dem Dörsterberg“
Das Kleinkastell „Auf dem Dörsterberg“ (oft verkürzt nur Kleinkastell Dörsterberg, in der Dokumentation der Reichs-Limeskommission auch als Wachturm Wp 2/43 geführt) war ein römisches Grenzkastell des Obergermanischen Limes, der seit 2005 den Status eines UNESCO-Weltkulturerbes besitzt. Das frühere Militärlager befindet sich heute als Bodendenkmal zwischen den Ortsgemeinden Laufenselden und Huppert, beides Ortsteile der Gemeinde Heidenrod im hessischen Rheingau-Taunus-Kreis.

## Lage
Das im Gelände noch zu erkennende Bodendenkmal befindet sich unterhalb des Gipfels auf dem nach Süden hin abfallenden Hang des Dörsterbergs. Von hier aus bestand eine sehr gute Sichtverbindung, die nach Westen bis zum Wachturm Wp 2/41 und nach Osten bzw. SSO bis zu den Kleinkastellen „Auf dem Pohl bei Kemel“ reichte.

## Forschungsgeschichte
Die ehemalige römische Fortifikation wurde 1897 von Ludwig Pallat entdeckt. 1902 begannen die archäologischen Ausgrabungen durch die Reichs-Limeskommission, die jedoch infolge des unerwarteten Todes von Felix Hettner nicht planmäßig abgeschlossen wurden.

## Befunde
Im Zuge der archäologischen Untersuchungen konnten mehrere Bauphasen differenziert werden. Die ältere der beiden Anlagen war in Holz- und Steinbauweise errichtet worden. Sie war von einem doppelten Spitzgraben umgeben. Der äußere Graben war im gewachsenen Boden noch mit einer Breite von 1,45 Meter und einer Tiefe von 1,10 Meter erhalten. Der Innere erreichte bei einer Breite von 2,25 Meter eine Tiefe von 1,80 Meter. Die durch die Gräben umfasste Kastellfläche hatte die Form eines leicht unregelmäßigen Vierecks mit abgerundeten Ecken und Seitenlängen von rund 23 × 25 Meter. Die Innenfläche betrug also etwa 575 Quadratmeter. Unmittelbar (ohne nennenswerte Berme) an der Innenseite des inneren Grabens fanden sich die Spuren von Palisaden und Mauern der einstigen Umwehrung. Ob es sich dabei um zwei voneinander zu unterscheidende Bauphasen handelte, ein Erdwerk mit Holzpalisade und ein steinummauertes Kastell, konnte mit den grabungstechnischen Methoden der Zeit nicht sicher ermittelt werden, gilt aber als wahrscheinlich. Hinter dieser Umwehrung befand sich ein zur Zeit der Ausgrabungen schon stark verschleifter Erdwall, der ursprünglich den Wehrgang getragen hatte.
Innerhalb der älteren Anlage, ein wenig nach Süden verschoben und aus dem Achsenkreuz des älteren Lagers gedreht, befand sich eine rechteckige Mauer mit abgerundeten Ecken. Die Seitenlängen betrugen 18 × 15 Meter. Spuren eines Steingebäudes sowie einige Pfostenlöcher innerhalb der Ummauerung sprechen für eine ehemalige Bebauung der Innenfläche.
Die Limespalisade passiert das Lager in nördlicher Richtung, etwa 20 m von der Außenkante des äußeren Grabens entfernt.
Über die Besatzung des Kastells ist nichts bekannt. Es dürfte sich um die Vexillatio einer größeren Auxiliartruppe oder einer Legion gehandelt haben. Sein Ende fand das Kastell im Zusammenhang mit der Aufgabe des Limes bis 259/260 n. Chr. (Limesfall).

Befunde und moderne Präsentation
Grundriss des Kleinkastells Dörsterberg (1898)
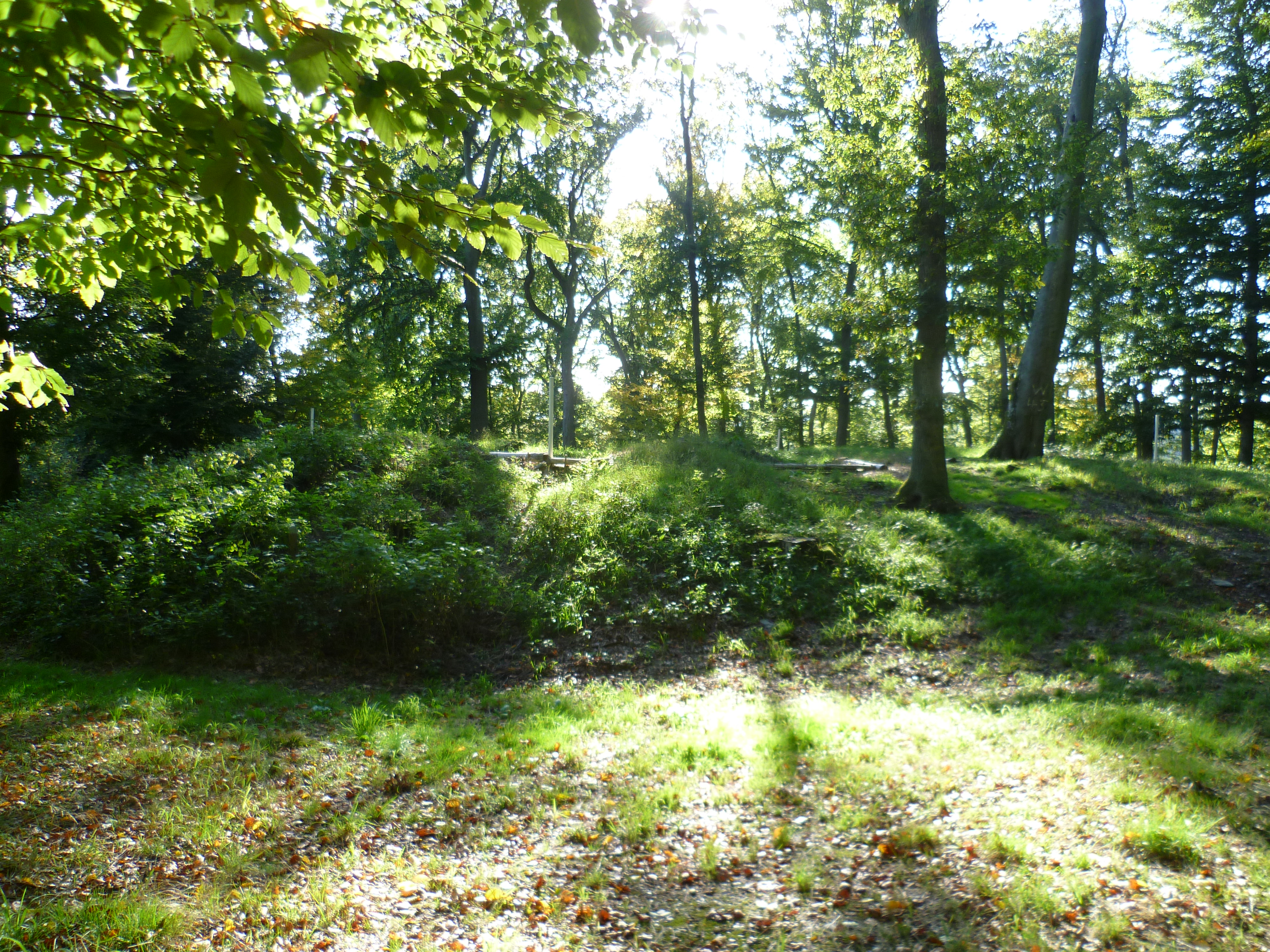
Die Anlage ist als Bodendenkmal erhalten (2010).
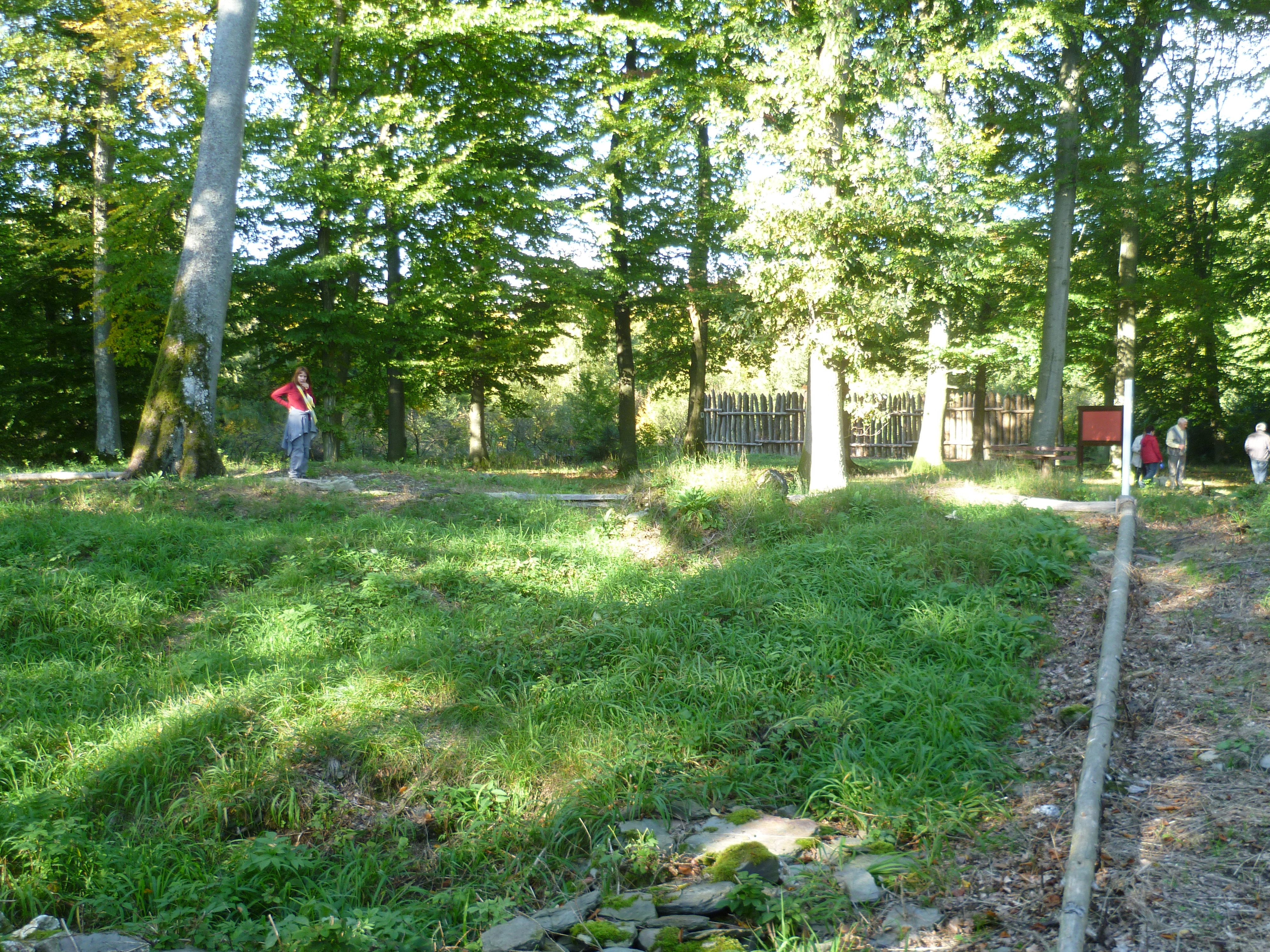
Die einstigen Umfassungsmauern sind mit Holzbalken markiert (2010).
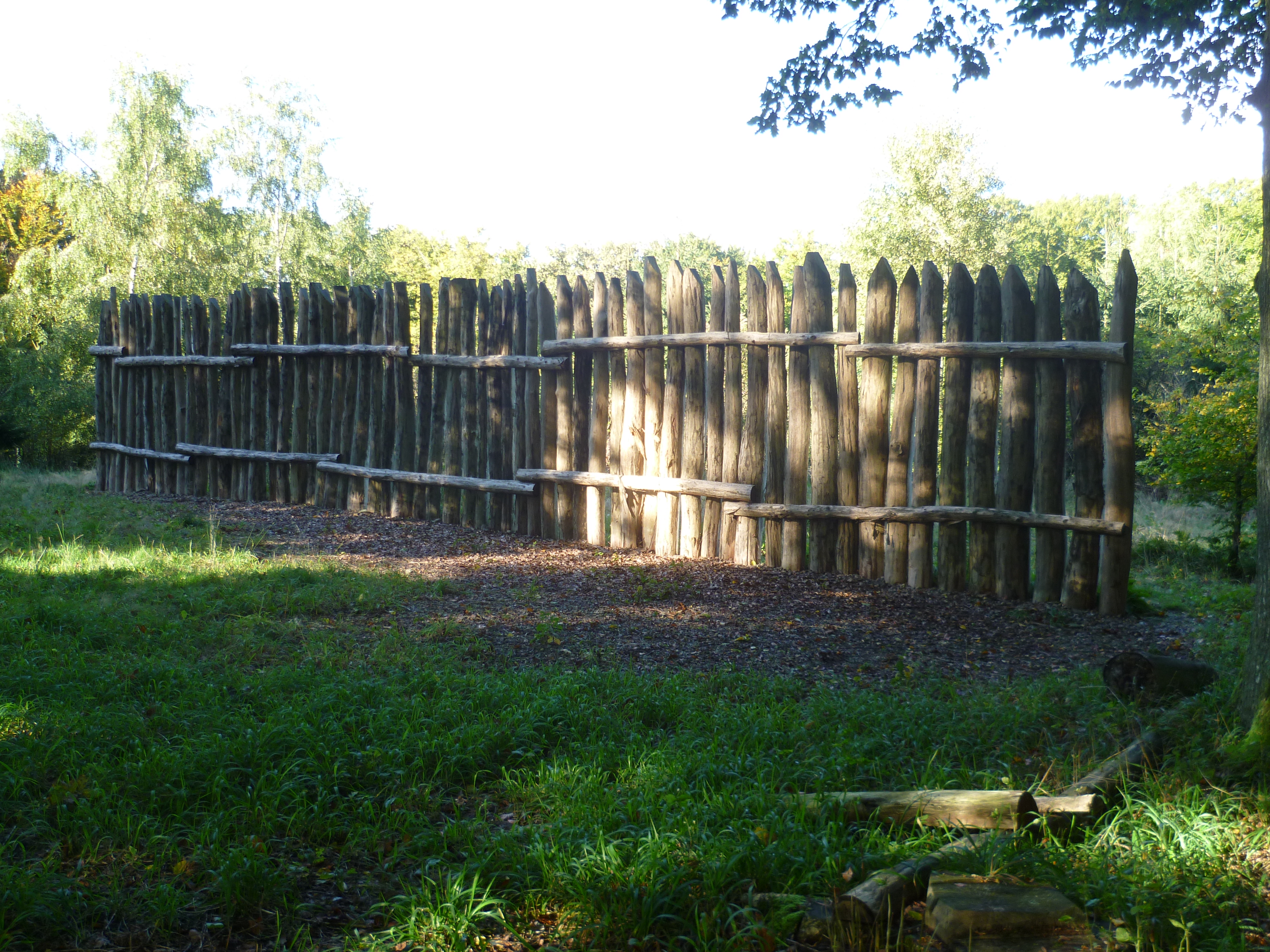
Rekonstruktion der Limespalisade am Kleinkastell (2010)

## Limesverlauf zwischen den Kleinkastellen „Auf dem Dörsterberg“ und „Auf dem Pohl bei Kemel“
Auf seinem Weg zwischen den beiden Kleinkastellen zieht der Limes zunächst auf annähernd gleich bleibendem Höhenniveau nach Westsüdwest, bis er den Wachturm Wp 2/45 erreicht. Dabei läuft er im Wesentlichen durch die landwirtschaftlich genutzten Flächen nördlich von Huppert. Beim Wp 2/45 knickt er scharf in südliche Richtung ab und verläuft er zunächst durch die landwirtschaftlichen Nutzflächen östlich von Huppert, anschließend durch Waldgebiet und schließlich durch die Äcker nördlich von Kemel. Dabei steigt er, nachdem er östlich von Huppert eine flache Senke durchquert hat, auf seinem weiteren Weg bis zum Kleinkastell „Auf dem Pohl bei Kemel“ deutlich an. Insgesamt beträgt der Höhenunterschied zwischen den beiden Kastellen rund 95 Meter. Wie schon seit dem Wp 2/35 bestand der Limes bis zum Wp 2/47 weiterhin nur aus der Palisade, der Limesgraben wurde hier nicht ausgeführt.

| ORL          | Name/Ort                 | Beschreibung/Zustand |
| ------------ | ------------------------ | --- |
| KK           | „Auf dem Dörsterberg“    | siehe oben |
| Wp 2/44      | „Im Gewann Dicker Busch“ | Nicht mehr sichtbare Turmstelle eines Steinturms, der 1898 von Ludwig Pallat und Hans Lehner entdeckt und untersucht worden ist. Der mit ungewöhnlich großen Schieferplatten ausgeführte Turm hatte einen quadratischen Grundriss. Bei einer Seitenlänge von 4,50 Meter betrug die Mächtigkeit seiner Mauern 1,12 Meter. Die Limespalisade passierte den Turm nördlich, in einem Abstand von knapp zehn Metern. Bei geophysikalischen Untersuchungen im Winter 2006/2007 ergaben sich Hinweise darauf, dass der Turm möglicherweise von einem Ringgraben umzogen sein könnte. |
| Wp 2/45      | „Auf dem Elbert“         | Der 1898 ergrabene Steinturm lag militärstrategisch günstig in exponierter Lage. Hier änderte der Limes abrupt seinen Verlauf und knickt, von WNW kommend, in südliche Richtung ab. Auf dieser Kuppe mit ihren 460 Höhenmetern reichte die Sicht nach WNW über den Dörsterberg hinweg bis zum Wp 2/41 und dem „Grauen Kopf“. Nach Süden hin reichte der Blick bis zum Kleinkastell Auf dem Pohl bei Kemel, in südöstliche Richtung bis zu den Kuppen mit den Wachtürmen Wp 2/50 und Wp 2/51, noch östlich des Kastells Kemel gelegen. Der Steinturm, der an dieser Stelle 1898 von Pallat identifiziert worden war, war schon zur Zeit der Reichs-Limeskommission stark ausgebrochen, da sein Material zur Befestigung des hier vorbeiführenden Feldweges Verwendung gefunden hatte. Durch geophysikalische Prospektionen im Winter 2006/2007 konnte der von Pallat bereits vermutete ältere Holzturm, der hier von einem doppelten Ringgraben umgeben war, nachgewiesen werden. Zumindest einer der Gräben setzt an der dem Limes zugewandten Seite aus und bildet einen Erdsteg. Der Durchmesser der Turmstelle bis zum äußeren Ringgraben beträgt ungefähr 22 Meter. Heute markiert ein gepflasterter Ring auf dem Feldweg den äußeren Umfassungsgraben des Steinturms. |
| Wp 2/46      | „Im Gewann Rödern“       | Von der Reichs-Limeskommission nur durch die Oberflächenkonzentration von Steinen in einem ansonsten steinfreien Bereich vermutete, aber nicht archäologisch sicher nachgewiesene Turmstelle. Auch geophysikalische Prospektionen im Winter 2006/2007 führten nicht zum Nachweis einer Turmstelle im vermuteten Bereich. |
| Wp 2/47      | „Am Erlenhof“            | Sehr gut sichtbare Turmstelle eines Steinturms. Er ist der am besten erhaltene Turm dieses Limesabschnittes, wenngleich das durch die Reichs-Limeskommission konservierte Mauerwerk inzwischen zerfallen ist. Der aus teilweise liegenden, teils schräg gestellten Schieferplatten in Lehmmörtel errichtete Turm besaß einen annähernd gleichseitigen Grundriss von 3,97 bis 4,00 Metern, war aber nicht exakt rechtwinklig angelegt. Die Stärke der Mauern schwankte zwischen 0,55 und 0,70 Metern. Vier in den Innenecken des Turms befindliche, etwa 0,45 Meter durchmessende Pfostenlöcher wurden als die eines möglichen hölzernen Vorgängerbaus angesprochen. Der Turm war ohne Ausgleich des leicht abfallenden Geländes errichtet worden und von keinem Drainagegraben umgeben. Sein Abstand zu der östlich von ihm verlaufenden Limespalisade betrug 39,50 Meter. |
| Wp 2/48      | „Auf der Kemeler Heide“  | Nicht mehr erhaltene Turmstelle eines Steinturms, der von Pallat 1897 identifiziert und 1898 ausgegraben worden ist. Zu dieser Zeit war das aufgehende Mauerwerk noch bis zu einer Höhe von 80 cm erhalten. Der Turm hatte einen unregelmäßigen Grundriss von 4,22/3,89 Meter (NS) auf 3,97/4,15 Meter (OW). Die Mauerstärke schwankte zwischen 0,57 und 0,65 Meter. Im Inneren der schiefen Ecken befanden sich Pfostenlöcher mit starker Holzkohlenkonzentration. An den Außenseiten der Ecken fand man 0,57 Meter durchmessenden Vertiefungen, die an den Außenseiten der Ecken festgestellt wurden. Sie können als Überrest eines Baugerüstes angesprochen werden. Im Inneren folgte auf den gewachsenen Boden eine feine Lehmschicht, darüber eine Kulturschicht und darüber eine Schicht mit Brandschutt, die nach oben von der Humusdecke abgeschlossen wurde. Ein (Entwässerungs-)graben konnte nicht festgestellt werden. Zu der in östlicher Richtung den Turm passierenden Limespalisade betrug der Abstand 22,12 Meter, zur Mitte des Limesgrabens 18,40 Meter. |
| Wp 2/49 = KK | „Auf dem Pohl bei Kemel“ | siehe Hauptartikel Kleinkastelle „Auf dem Pohl bei Kemel“ |

## Denkmalschutz
Das Kleinkastell auf dem Dörsterberg und die anschließenden Limesanlagen sind als Abschnitt des Obergermanisch-Raetischen Limes seit 2005 Teil des UNESCO-Welterbes. Außerdem sind sie Bodendenkmale im Sinne des Hessischen Denkmalschutzgesetzes. Nachforschungen und gezieltes Sammeln von Funden sind genehmigungspflichtig, Zufallsfunde an die Denkmalbehörden zu melden.